# Santa Catarina Yosonotú
Santa Catarina Yosonotú är en kommun i Mexiko.   Den ligger i delstaten Oaxaca, i den sydöstra delen av landet, 300 km sydost om huvudstaden Mexico City.
Följande samhällen finns i Santa Catarina Yosonotú:
- Loma Bonita
- Nduabe
- Yuu Yii
- Shinicana
- Vista Hermosa
- Yucunicuca de Hidalgo
- Joya de San Nicolás